# Flemming Povlsen
Pour les articles homonymes, voir Povlsen.
Flemming Povlsen, né le 3 décembre 1966 à Brabrand, est un footballeur danois.

## Biographie
Attaquant puissant, Flemming Povlsen a commencé sa carrière en 1983 à AGF Århus. En 1986, les recruteurs du Real Madrid le repèrent et il rejoint l'Espagne où il joue une saison avec la Castilla, l'équipe réserve du Real. En 1987, il quitte l'Espagne pour aller jouer au FC Cologne avec son compatriote Morten Olsen. Après un détour au PSV Eindhoven, il retourne en Bundesliga au Borussia Dortmund où il devient rapidement un des joueurs préférés du public. Associé en attaque dès la saison 1991-1992 à Stéphane Chapuisat, il permet au Borussia de devenir vice-champion d'Allemagne. 
Membre de l'équipe nationale du Danemark avec laquelle il a marqué 21 buts en 62 sélections entre 1987 et 1994, il devient champion d'Europe en 1992.
En 1995, après de nombreuses blessures, il doit mettre un mettre un terme à sa carrière.

## Palmarès

### En club
- Champion d'Allemagne en 1995 avec le Borussia Dortmund
- Vainqueur de la Coupe des Pays-Bas en 1990 avec le PSV Eindhoven
- Vice-champion d'Allemagne en 1989, en 1990 avec Cologne et en 1993 avec le Borussia Dortmund
- Finaliste de la Coupe de l'UEFA en 1993 avec le Borussia Dortmund

### En équipe du Danemark
- 62 sélections et 21 buts entre 1987 et 1994
- Champion d'Europe des Nations en 1992
- Participation au Champion d'Europe des Nations en 1988 (Premier Tour) et en 1992 (Vainqueur)